# Nosferatu, il principe della notte
Nosferatu, il principe della notte (Nosferatu: Phantom der Nacht) è un film del 1979 scritto, prodotto e diretto da Werner Herzog. È il remake del film diretto da Friedrich Wilhelm Murnau, Nosferatu il vampiro (1922) sebbene il nome del conte sia di nuovo Dracula (come nel romanzo di Bram Stoker) e non Orlok (come nel film di Murnau).

## Trama
Jonathan Harker è un giovane agente immobiliare di Wismar, sul Mar Baltico, alla metà dell'Ottocento. Felicemente sposato con l'incantevole e sensibile Lucy, non l'ascolta quando questa gli dice di avere un brutto presentimento riguardo al viaggio che lui dovrà intraprendere per la Transilvania. Lì lo aspetta il conte Dracula, interessato ad acquistare una casa proprio nei pressi della loro abitazione.
Jonathan, dopo un viaggio lungo un mese, ignora anche gli avvertimenti degli zingari e degli abitanti del posto, che si rifiutano di accompagnarlo nei pressi del castello del temutissimo personaggio, che loro chiamano "Nosferatu" (l'inestinto).
L'incontro tra il conte e Jonathan, di notte, è già piuttosto inquietante, visti l'aspetto spettrale e i modi del conte, ma il giovane Harker è più preoccupato di portare a termine l'affare che delle storie che girano attorno al suo cliente che, comunque, sembra non far niente per smentire la sua sinistra fama.
Firmato il contratto, niente giustificherebbe la volontà di trattenere ancora il giovane agente nell'enorme castello, che di giorno è sempre vuoto, e che di notte è "animato" dalla sola presenza del conte. Per giunta Jonathan fa sempre terribili incubi, in bilico fra sogno e realtà, e comincia a dar credito alle terribili teorie sui vampiri descritte nel libro che una locandiera premurosa gli ha consegnato prima che s'incamminasse verso il castello di Dracula.
Prigioniero del castello, nel cercare una via di fuga, Jonathan scopre che il conte passa le giornate riposando all'interno di una bara. Una sera da una finestra scorge il conte intento ad adagiare delle bare ricolme di terra sconsacrata su un carro, e infilarsi infine dentro una di esse. Jonathan capisce allora che il conte è il vampiro Nosferatu ed è diretto a Wismar, quindi decide di calarsi da una finestra per fuggire e tentare di arrivare prima di lui.
Le bare vengono caricate su un vascello, che arriva a Wismar senza più un uomo dell'equipaggio vivo, e portando la peste in città attraverso i topi che escono dal terreno trasportato nelle bare.
Quando Jonathan giunge finalmente a casa, non solo è troppo tardi per mettere in guardia la popolazione, ma è totalmente stravolto e affetto da quella che il dottor Van Helsing ritiene essere una forte febbre cerebrale, al punto di non riconoscere più l'amatissima Lucy.
I suoi diari e il libro sui vampiri che portava con sé sono però preziosissimi per aiutare la sua giovane moglie a capire quale sia la causa di tutto questo e come si possa sconfiggere questo terribile avversario.
Tra lo scetticismo generale Lucy è fiduciosa di poter sconfiggere il male e guarire il marito. Con l'intento di trattenere Dracula fino all'alba, così che venga annientato dalla luce del sole nascente, Lucy offre il suo collo al vampiro per un'intera notte. Il piano riesce, il conte resta come pietrificato, ma Lucy, dissanguata, soccombe. Il dottor Van Helsing, che fino a quel momento riteneva che quelle di Lucy fossero solo superstizioni, ora le crede e, per allontanare definitivamente il pericolo, trafigge il cuore del vampiro con un paletto di legno, secondo quanto previsto dal rituale.
Prima di coricarsi Lucy aveva preparato una serie di espedienti per tenere sotto controllo il marito, come quello di mettergli al collo un crocefisso e di cospargere il pavimento attorno alla sua sedia di ostie consacrate, ma una volta morta egli si libererà facilmente di questi simboli, lasciando così che sia il suo corpo a ospitare l'anima del "mai estinto" vampiro Nosferatu.
Il film si conclude con Jonathan ormai lui stesso vampiro che cavalca sulle dune di sabbia come se stesse facendo ritorno presso il proprio castello.

## Produzione
Herzog ha affermato di considerare il film di Murnau la pellicola più importante mai prodotta in Germania, e di averlo voluto rifare per stabilire un collegamento tra il grande cinema tedesco del passato e il cosiddetto "nuovo cinema tedesco", di cui egli è un esponente.
Sebbene il film di Herzog rispetti fedelmente le vicende narrate nel film originale, il regista (probabilmente per ragioni di botteghino) ha ripristinato i nomi del romanzo di Stoker, i cui diritti erano ormai scaduti mentre Murnau per via dei diritti d'autore ancora validi al momento della realizzazione del suo film era stato costretto a cambiarli. Tuttavia, rispetto al romanzo di Bram Stoker, i nomi di Mina e Lucy sono invertiti.

### Cast
Herzog affidò il ruolo principale del vampiro all'attore Klaus Kinski che si rivelò l'interprete ideale per quel ruolo donando al personaggio fascino e mistero. Al contempo però, il personaggio del Conte risulta più malinconico e umano rispetto alla versione di Murnau. Nel cast anche Isabelle Adjani e Bruno Ganz.
Il personaggio di Mina è interpretato da Martje Grohmann, che all'epoca era la moglie di Herzog. Werner Herzog stesso appare nella scena dello sdoganamento delle bare di Nosferatu: è sua la mano del doganiere che ispeziona la terra nelle bare infestate dai topi. Secondo quanto dichiarato dallo stesso Herzog nel commento al film, contenuto nel DVD (Edizione 2 dischi), nessun altro della troupe aveva il coraggio di toccare i topi.

### Riprese
Le parti del film ambientate a Wismar, in realtà, sono state girate a Delft, nei Paesi Bassi. Una delle scene nelle quali è visibile la gran massa di ratti che invade la città è stata girata nella vicina Schiedam.
Le scene ambientate in Transilvania, a causa del rifiuto del regime di Nicolae Ceaușescu, furono girate in Cecoslovacchia. La fortezza scelta per immortalare la residenza di Dracula è il Castello di Pernštejn, ubicato in Moravia Meridionale.
La scena che apre il film, con l'impressionante sequenza di mummie passate in rassegna, è stata girata in Messico, presso Guanajuato, dove è ubicato un gran numero di mummie naturali di persone decedute a causa di un'epidemia di colera nel 1833.

### Versioni del film
Del film vennero realizzate due versioni, in tedesco e in inglese (dai titoli originali Nosferatu: Phantom der Nacht in German e Nosferatu the Vampyre, rispettivamente). Le scene di dialogo non vennero doppiate dagli attori stessi né da altri doppiatori, bensì ognuna venne girata due volte nelle due lingue diverse, così le due versioni differiscono non solo nell'audio ma anche - leggermente - nella parte visiva.

## Colonna sonora
Come nei precedenti Aguirre e Herz aus Glas e i successivi Fitzcarraldo, Gasherbrum - Der leuchtende Berg e Cobra verde le musiche per coro, sintetizzatore e orchestra sono di Florian Fricke leader dei Popol Vuh.
Nella scena che precede l'arrivo al castello di Dracula in Transilvania, la musica è tratta dal "Preludio" all'atto I de L'oro del Reno di Richard Wagner (Vienna Phil. Orch. dir. Sir Georg Solti), mentre quella del finale è tratta dalla Messe Solennelle (Sanctus) di Charles Gounod.

## Distribuzione
Il film venne distribuito nelle sale in Francia il 17 gennaio 1979, in Italia il 15 febbraio e in Germania Ovest il 12 aprile dello stesso anno.
Per ragioni commerciali la Twentieth Century Fox, distributrice del film, decise di tagliare alcuni minuti dalla versione destinata alla vendita. Il film risulta così privato nella versione italiana, e in altre, di alcune scene.

### Edizioni home video
In Italia è stato distribuito in DVD dalla Ripley's Home Video in un'edizione da due dischi con la versione italiana e quella tedesca.

## Riconoscimenti
- Festival di Berlino
  - Orso d'argento per la scenografia
- Deutscher Filmpreis
  - Miglior attore (Klaus Kinski)

## Opere derivate
- Nel 1986 uscì il videogioco per computer Nosferatu the Vampyre, tratto con licenza ufficiale dal film.
- Lo scrittore Paul Monette ha scritto un romanzo tratto dalla sceneggiatura del film.